# Poprsnična votlina
Poprsnična ali plevralna votlina, tudi plevralni prostor, je pri zdravem človeku virtualni prostor med stensko in drobovno poprsnico.

## Bolezni
- Plevralni izliv je nabiranje tekočine v poprsnični votlini.[2] Do njega lahko pride zaradi motene mezgovne drenaže, ki jo povzroči blokada z zasevkom ali tumorjem, zaradi povečane kapilarne prepustnosti, vnetne reakcije, okvarjenega endotelija kapilar ali zaradi neposrednega vdora tumorja ali zasevkov v poprsnični prostor.[3]
- Hemotoraks je izliv krvi v poposnično votlino.[4] Pri zaprtem hemotoraksu se kri nabira v votlini in lahko začne pritiskati na pljuča in medpljučje ter sčasoma povzroči kolaps pljuč in premik medpljučja proti nepoškodovani strani.[5]
- Pnevmotoraks je prisotnost zraka ali plina v poprsničnem prostoru in lahko nastane spontano ali pa zaradi poškodbe ali medicinskega posega. Posebno nevarna oblika je tenzijski pnevmotoraks, ki bolnika lahko smrtno ogroža.[6]
- Tumorji plevre (maligni mezoteliomi, mezenhimski tumorji in primarni limfomi).[7]